# Medelhavshedsnäcka
Medelhavshedsnäcka (Cernuella virgata) är en landlevande snäckart som först beskrevs av Emanuel Mendez da Costa 1778. Medelhavshedsnäckan ingår i släktet Cernuella och familjen hedsnäckor. Inga underarter finns listade i Catalogue of Life. Snäckans utbredning i Europa är längs Atlantens och Medelhavets kustland samt Brittiska öarna. Den är en invasiv art i delar av världen, bland annat i Australien där den sedan 1920-talet blivit ett skadedjur inom lantbruket.

## Bildgalleri

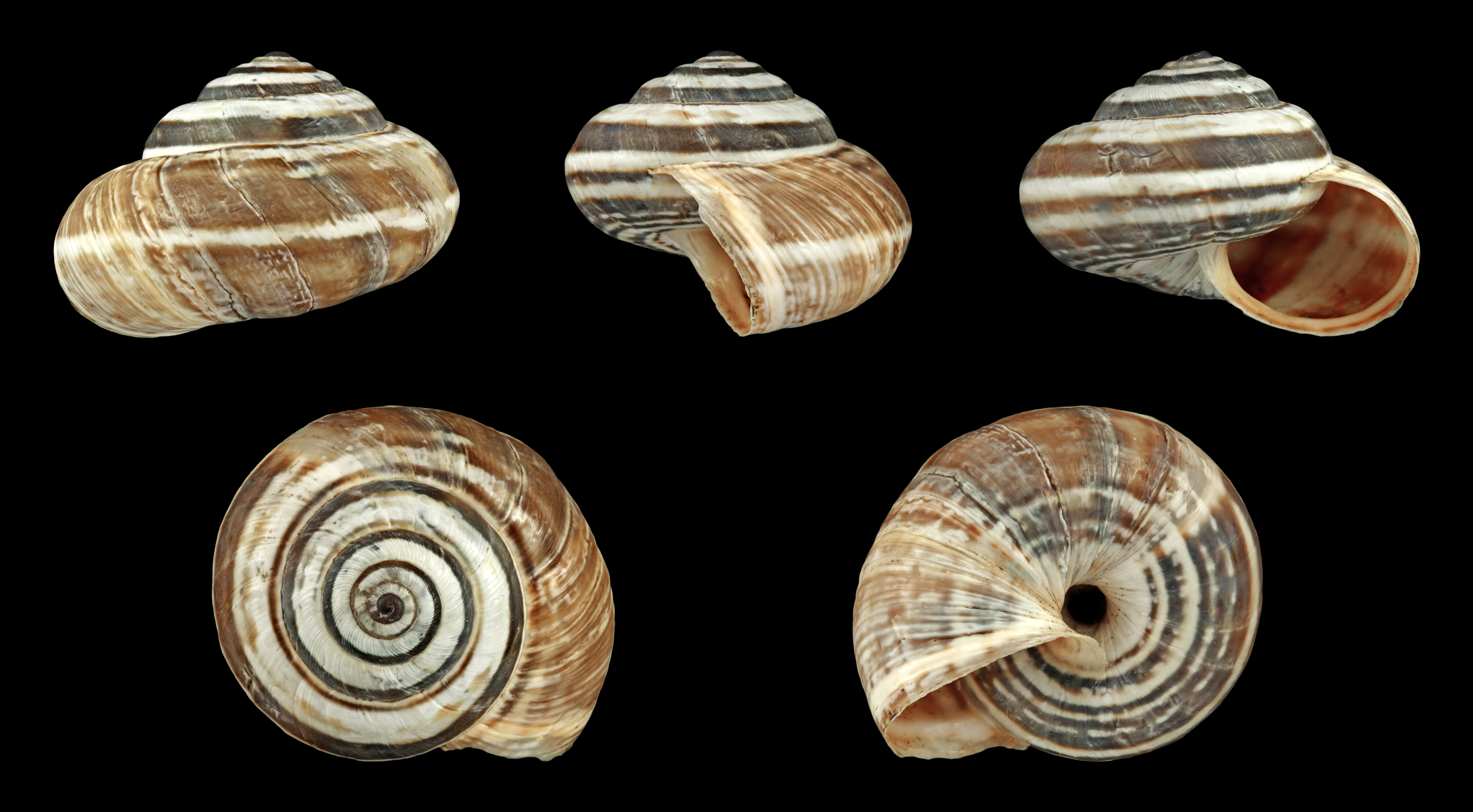
Medelhavshedsnäcka, Frankrike.
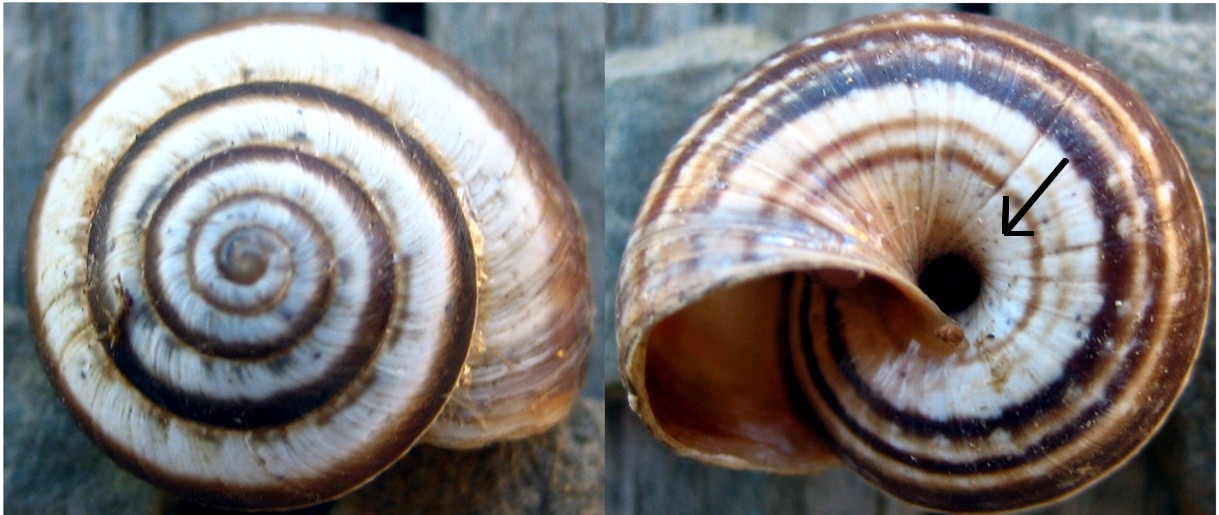
Medelhavshedsnäcka, Spanien
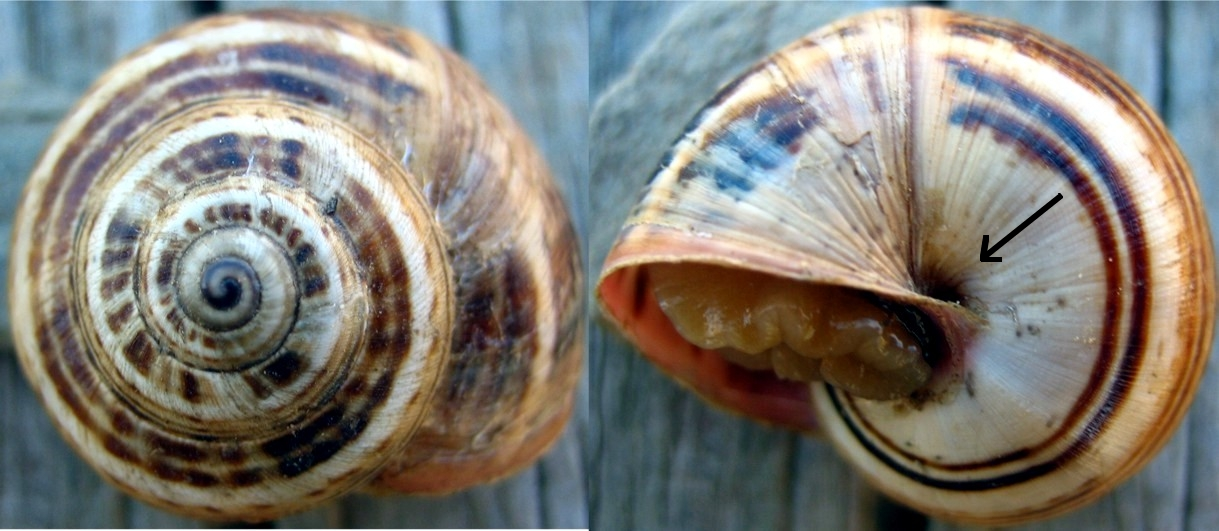
Dynsnäcka (Theba pisana), Spanien. Arten kan förväxlas med Medelhavshedsnäckan.
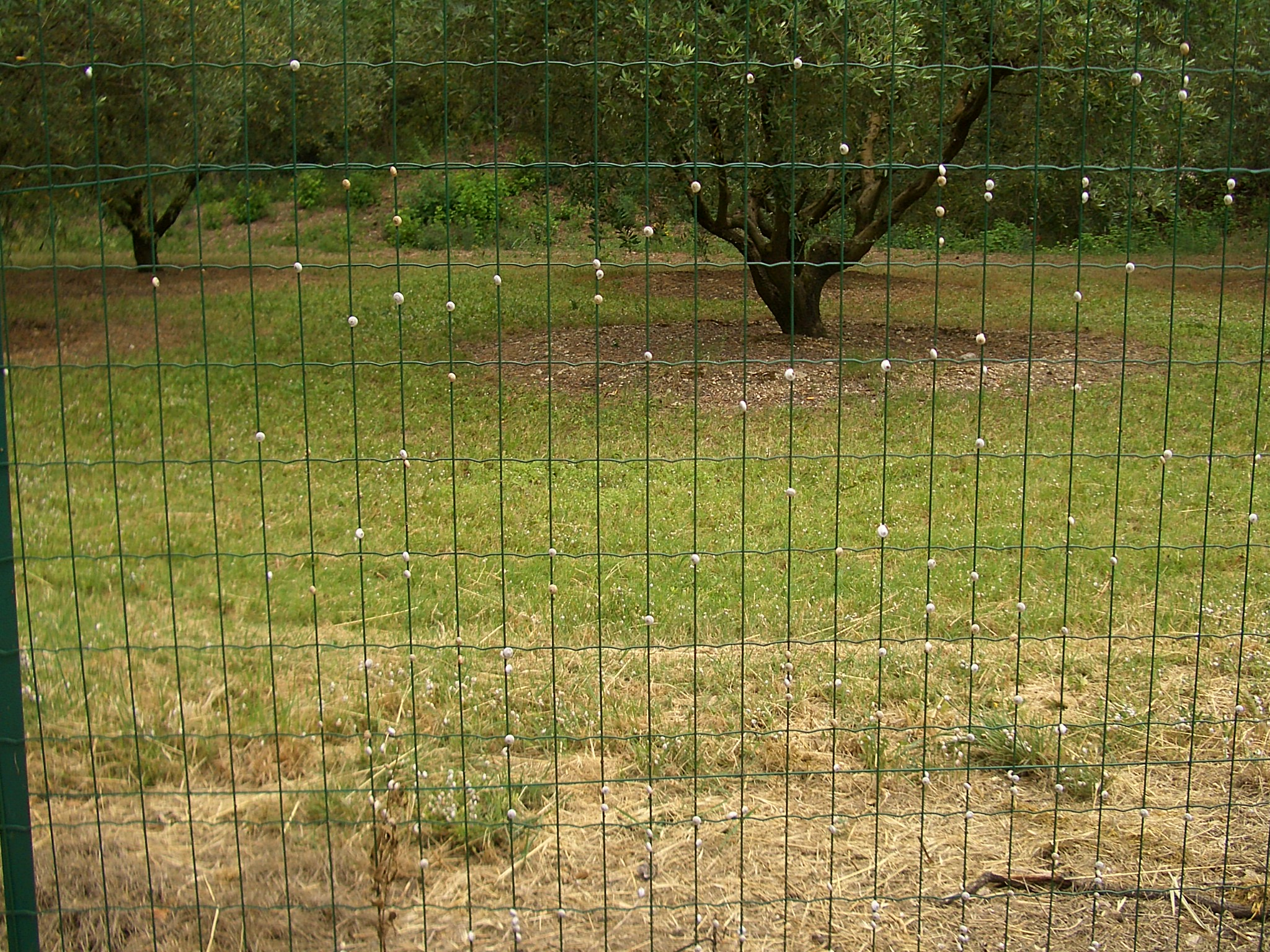
Snäckor i sommardvala (estivation) på ett stängsel i Provence.
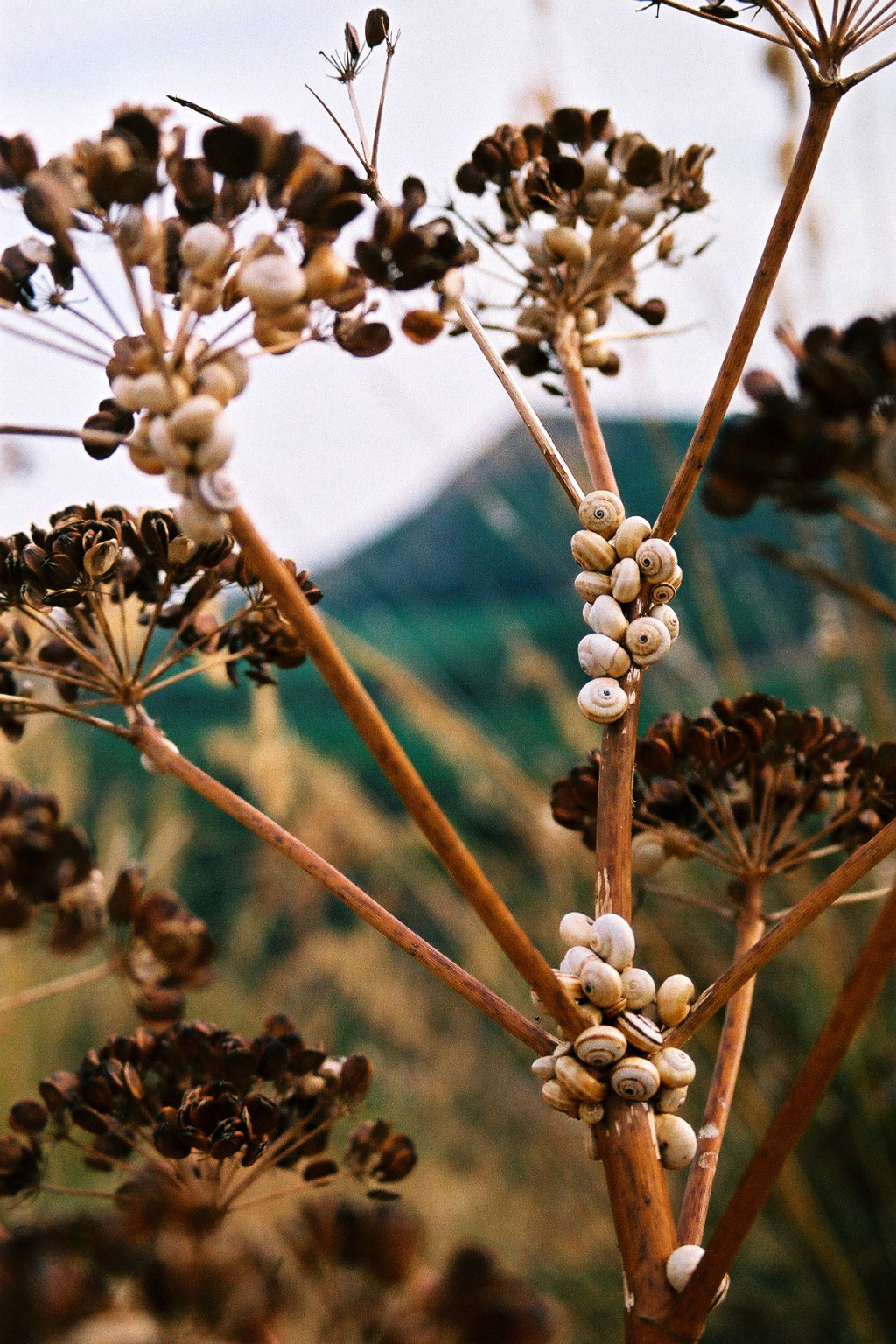
Sommardvala på Sicilien.
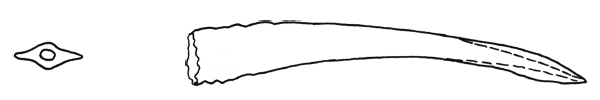
Teckning av artens kärlekspil.